# Língua árabe clássica
O árabe clássico, também conhecido como árabe corânico, é a forma do idioma árabe utilizada nos textos literários dos períodos omíada e abássida (do século VII ao IX). Foi baseado em grande parte do idioma medieval das tribos do Hejaz dos coraixitas (que contrastava com o falar de Négede e das áreas tribais circunvizinhas). O árabe moderno padrão é uma versão moderna, utilizada na escrita e em formas orais mais formais como, por exemplo, discursos e transmissões de rádio. Enquanto o léxico e a estilística do árabe moderno padrão são diferentes das do árabe clássico, a morfologia e a sintaxe sofreram poucas alterações. Os dialetos vernaculares, no entanto, mudaram de maneira mais dramática.
Pelo fato do Alcorão ter sido escrito no árabe clássico, o idioma é considerado pela maioria dos muçulmanos como um idioma sacro, e uma língua divina. É a única língua na qual os muçulmanos ortodoxos recitam as suas preces, independentemente do idioma que utilizam em suas vidas cotidianas.
O árabe clássico é tido frequentemente como o idioma pai de todas as variedades faladas do árabe; estudos recentes, no entanto, questionaram este ponto de vista, mostrando que outros dialetos existiam no século VII e podem ter sido a origem das variedades faladas atualmente.

## História
O árabe era falado originalmente nas regiões do centro e norte da península Arábica. Com a expansão do islã, o árabe, como língua utilizada no Alcorão, se tornou um idioma de relevância tanto no meio religioso quanto no acadêmico, chegando em determinadas regiões antes mesmo da própria religião islâmica. Sua relação com os dialetos modernos é análoga à relação entre o latim e os idiomas românicos, ou entre o chinês médio e as atuais línguas chinesas.

## Morfologia
O árabe clássico é um idioma semítico e, portanto, tem diversas semelhanças tanto em termos de conjugação quanto pronúncia com o hebraico, o acádio, o aramaico e o amárico. O seu uso de vogais para modificar grupos de consoantes lembra construções semelhantes do hebraico bíblico.
Exemplo:
- kataba, ele escreveu
- yaktubu, ele escreve
- kitāb, livro
- kutub, livros (plural)
- maktaba, biblioteca
- miktāb, máquina de escrever

Todas estas palavras estão relacionadas de alguma maneira com a escrita, e todas contêm as três consoantes KTB. Este grupo de consoantes (k-t-b) é chamado de raiz. Segundo os estudiosos, esta raiz carrega consigo um significado básico de "escrita", que engloba todos os objetos e ações que envolvam a escrita e, portanto, todas as palavras acima são vistas como formas modificadas desta raiz, "obtidas" ou "derivadas", de alguma maneira, dela.

## Fonologia
Existem três vogais curtas e três vogais longas no árabe clássico, sendo "A", "I" e "U" as que apresentam variações, como ilustra a tabela seguinte:
| Vogal | Curta | Curta | Longa | Longa |
| ----- | ----- | ----- | ----- | ----- |
| Alta  | /i/   | /u/   | /iː/  | /uː/  |
| Baixa | /a/   | /a/   | /aː/  | /aː/  |

Assim como o árabe padrão moderno, o árabe clássico possui 28 fonemas consonantais:
|             |             | Bilabial | Inter- dental | Dental | Dental | Palatal | Velar | Uvular | Farín- gea | Glotal |
| Normal      | Enfática    | Bilabial | Inter- dental |        |        | Palatal | Velar | Uvular | Farín- gea | Glotal |
| ----------- | ----------- | -------- | ------------- | ------ | ------ | ------- | ----- | ------ | ---------- | ------ |
| Nasal       | Nasal       | m        |               | n      |        |         |       |        |            |        |
| Plosiva     | Surda       |          |               | t      | tˤ     |         | k     | q      |            | ʔ      |
| Plosiva     | Sonora      | b        |               | d      |        | ɟ²      |       |        |            |        |
| Fricativa   | Surda       | f        | θ             | s¹     | sˤ     | ç       |       | χ      | ħ          | h      |
| Fricativa   | Sonora      |          | ð             | z      | ðˤ     |         |       | ʁ      | ʕ          |        |
| Lateral     | Lateral     |          |               | l³     | ɬˤ     |         |       |        |            |        |
| Vibrante    | Vibrante    |          |               | r      |        |         |       |        |            |        |
| Aproximante | Aproximante |          |               |        |        | j       | w     |        |            |        |

1. O /s/ não enfático pode ter sido, na realidade, [ʃ],[3] deslocando-se para a parte frontal da boca antes ou simultaneamente com a frontalização das palatais (ver abaixo).
2. Por derivar do *g proto-semítico, o /ɟ/ pode ter sido uma velar palatalizada: /gʲ/
3. O /l/ só é enfático ([lˁ]) em /ʔalˁːɑːh/, o nome de Deus, ou seja, Alá (Allah),[3] exceto antes de i ou ī, quando não é enfático: bismi l-lāh /bismillaːh/ ("em nome de Deus").

As consoantes tradicionalmente chamadas de "enfáticas", /tˤ, ɬˤ, sˤ, ðˤ/, sofrem velarização ([tˠ, ɬˠ, sˠ, ðˠ]) ou faringalização ([tˤ, ɬˤ, sˤ, ðˤ]). Em alguns sistemas de transcrição, a ênfase é mostrada através da capitalização da letra, por exemplo, o /sˁ/ é escrito como ‹S›; já noutros, a letra é grifada ou recebe um sinal diacrítico (um ponto) embaixo dela, como em ‹ṣ›.
Ocorreram diversas mudanças fonéticas entre o árabe clássico e o árabe padrão moderno, entre elas:
- As palatais /ɟ/ /ç/ (<ج> <ش‎>) tornaram-se palatoalveolares: /dʒ/ /ʃ/
- As fricativas uvulares /χ/ /ʁ/ (<خ> <غ>) tornaram-se velares ou pós-velares: /x/ /ɣ/
- /ɬˤ/ (<ض‎>) se tornou /dˤ/ (algumas tradições Tajwid ainda mantêm o valor original deste som)